# LIFE (Saint-Nazaire)
Le LiFE est un équipement culturel créé à Saint-Nazaire en 2007 situé dans l’alvéole 14 de l’ancienne base des sous-marins allemands. À l’origine, le nom LiFE est l’acronyme de « Lieu international des formes émergentes ». Cet équipement accueille des expositions, des concerts, des performances, des évènements artistiques et culturels.

## Historique
La base des sous-marins de Saint-Nazaire a été longtemps considérée, après la Seconde Guerre mondiale, comme un vestige historique et une verrue de béton sur la façade atlantique, comme les blockhaus érigés le long de la côte. L'idée de rendre attractif ce blocklaus, de taille particulièrement importante, est venue de l'architecte barcelonais Manuel de Sola Moralès, lauréat d’une étude urbaine lancée en 1996 par la municipalité. Les abords des bassins des sous-marins deviennent des espaces publics, et la base sous-marine, elle-même, un lieu de culture aux multiples facettes. Le premier à s'y installer, en 2000, est Escal'Atlantic, un centre consacré à la légende des paquebots transatlantiques, dont les expositions rencontrent un certain succès. Un multiplexe de neuf salles de cinéma est édifié également juste à côté de l'ancienne base sous-marine. Un nouveau quartier émerge : Ville-port.
Le LiFE ouvre en 2007 dans le prolongement de ces initiatives et permet de réhabiliter l’alvéole 14 de cette ancienne base navale militaire. Cet alvéole 14 est complètement redessiné par l’agence berlinoise LIN, sous la direction des architectes Finn Geipel et Giulia Andi.
L'endroit devient un lieu culturel atypique constitué d’un espace brut de presque 1 600 m2 modulable, qui peut accueillir une programmation artistique variée, en partenariat avec différents acteurs culturels de la ville : le théâtre – scène nationale, le VIP – scène de musiques actuelles, ou Le Grand Café (centre d’art contemporain).
De 2005 à 2010, la direction artistique du LiFE est confiée à Christophe Wavelet, critique et chercheur, avec une programmation pluridisciplinaire d’avant-garde. La soirée d’inauguration, le 13 avril 2007 inclut des spectacles, des performances, des projections vidéos et un dance floor.
Le LiFE participe à la manifestation Estuaire depuis son origine en 2007.
De 2008 à 2017, chaque année en novembre, la Maison des Écrivains étrangers et des Traducteurs (MEET) y présente ses rencontres littéraires internationales Meeting, à la fois géographiques et thématiques.
En 2010, le LiFE met en place avec le VIP, scène de musiques actuelles, un rendez-vous musical permettant d’accueillir plus de 2 000 personnes : la soirée LiFE is VIP / VIP is LiFE est née[réf. nécessaire].
Durant plusieurs saisons culturelles, le théâtre de Saint-Nazaire utilise le LiFE pendant une période de transition entre son ancienne salle, le fanal, et un nouveau bâtiment, inauguré fin 2012. Ainsi, les saisons 2010-2011 et 2011-2012 au LiFE ont permis au théâtre d’accueillir des spectacles « grand format » avec des artistes tels que Pina Bausch, la Compagnie Nathalie Béasse, Michel Portal, Rodolphe Burger, Olivier Mellano, David Gauchard - Compagnie L’Unijambiste, ou le collectif Berlin.
En 2013, le LiFE présente un projet hybride du réalisateur Marc Picavez, auteur de documentaires de création, autour de la vie des marins de marine marchande. L’exposition Seamen’s Club permet une prise de conscience de leurs difficiles conditions de vie.
Depuis 2016, la direction artistique est assurée par Sophie Legrandjacques, directrice du centre d'art contemporain de Saint-Nazaire, Le Grand Café.
De 2016 à 2018, la programmation repose sur deux expositions par an : une exposition d’été qui se présente sous la forme d’une carte blanche « accompagnée » proposée à un artiste de renommée internationale, et une exposition d’hiver qui s’appuie sur un sujet de société. Des expositions collectives ou monographiques ont ainsi été produites, avec des œuvres d’artistes internationaux ou nationaux, présentant des vidéos, des sculptures ou des installations.
Depuis 2009, Le Grand Café investit le LiFE l’été pour des projets en invitant un artiste à créer une œuvre. Projets sont réalisés dont Anthony McCall en 2009, Simone Decker en 2011, Les Frères Chapuisat en 2012, Jeppe Hein en 2014, raumlaborberlin en 2016, Haroon Mirza en 2017 et Krijn de Koning en 2018. Ce programme régulier d’expositions de très grand format constitue un terrain d’expérimentation singulier pour Le Grand Café, seul centre d’art contemporain en France à pouvoir déployer son activité à cette échelle[réf. nécessaire]. Il prolonge ainsi son expérience de la production d’œuvres et permet à des artistes internationaux de réaliser des projets uniques.
En 2017, le LiFE fête ses dix ans,.

## Quelques exemples d'expositions
- 2007 LSP, Edwin Van Der Heide  (festival Estuaire, programmation Le Lieu Unique – CRDC, Nantes)
- 2009 Vertical Works, Anthony McCall (festival Estuaire, programmation Le Grand Café – centre d’art contemporain)
- 2012 Métamorphose d'impact #2, Les Frères Chapuisat [6] (festival Estuaire, programmation Le Grand Café – centre d’art contemporain)
- 2017 : A Taxi driver, an architect and the high line, Emmanuelle Huynh / Jocelyn Cottencin
- 2018 : Des volumes et des vides[7], Krijn de Koning.
- 2019 : Human Fly[8], Claude Lévêque.

## Bâtiment
Au sein de l’alvéole 14 de l’ancienne base des sous-marins allemands, le LiFE occupe la partie qui était le bassin à flots tandis que le VIP — scène de musiques actuelles — occupe la tête d’alvéole.
Le LiFE dispose d’un espace scénique quasiment unique et minimaliste, avec un plateau libre modulable de quatre-vingt mètres de longueur, vingt mètres de largeur sur dix mètres de hauteur. Ces dimensions permettent d’accueillir des projets très divers.

## Missions
Les missions de LIFE se déclinent comme suit :
- favoriser la création contemporaine par la diffusion et la production d'œuvres ;
- sensibiliser le public à la création contemporaine, laquelle passe par une médiation qui se traduit par l’accueil de tous les publics individuels ou en groupes, que ce soit des groupes scolaires ou des groupes spécifiques (IME par exemple). De plus des rencontres, des conférences ou des projections sont organisées afin de prolonger certains sujets ou de rencontrer les artistes.